# Kelemen Imre (műfordító)
Kelemen Imre, 1914-ig Kirschenbaum (Budapest, 1909. november 4. – Budapest, 1975. február 15.) műfordító.

## Élete
Kirschenbaum Dániel (1856–1918) ékszerész, aranyműves és Brenner Irma fia. Fiatalkorában kitanulta az órásmesterséget. Cserépfalvi Imre idegen nyelvű könyvesboltjában vállalt állást. Az 1920-as években bekapcsolódott a munkásmozgalomba. 1932-ben Párizsba költözött, ahol Gara László tanítványa és barátja lett. A második világháború idején részt vett a francia ellenállási mozgalomban. Párizs felszabadulását követően a francia rádió magyar adásának bemondó szerkesztőjeként dolgozott. 1949-ben tért vissza Budapestre és 1951-ig a Magyar Távirati Iroda munkatársa volt, majd önálló fordító lett. Szépirodalmi és művészeti könyveket fordított magyarról franciára. A klasszikus és modern magyar irodalom számos alkotását ültette át francia nyelvre, például Babits Mihály, Bródy Sándor, Mikszáth Kálmán, Illyés Gyula, Kassák Lajos és Németh László műveit. Déry Tibor Niki című regényének átültetéséért Franciaországban elnyerte az év legjobb francia fordítása díját. A Magyar PEN Club tagjaként készítette az angol–francia nyelvű bulletint. Halálát tüdőrák okozta.
Felesége Antalffy Mária volt, akit 1971-ben Budapesten vett nőül.
A budapesti Farkasréti temetőben helyezték végső nyugalomra.